# Klęska żywiołowa

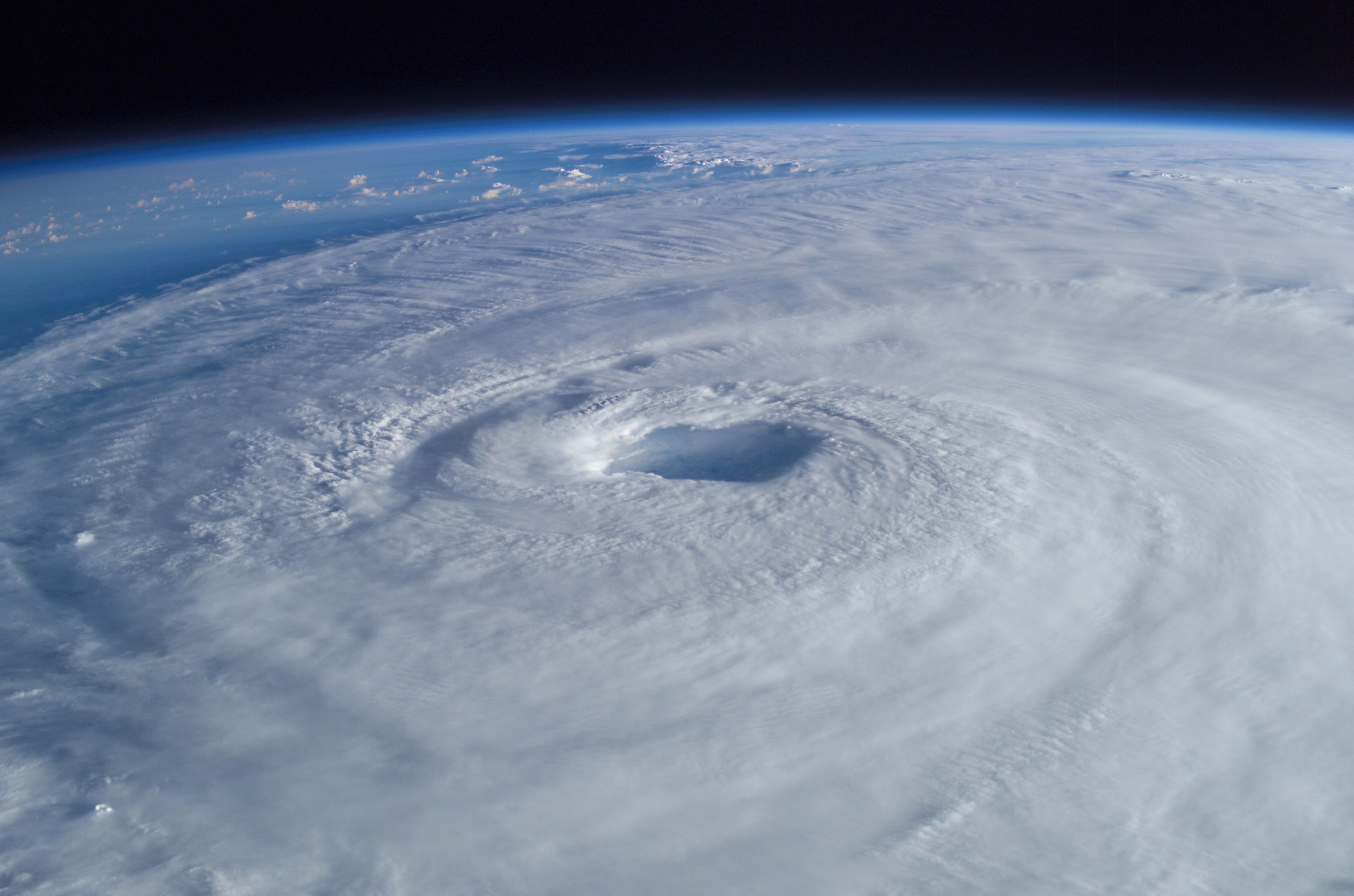
Huragan Isabel widziany z kosmosu

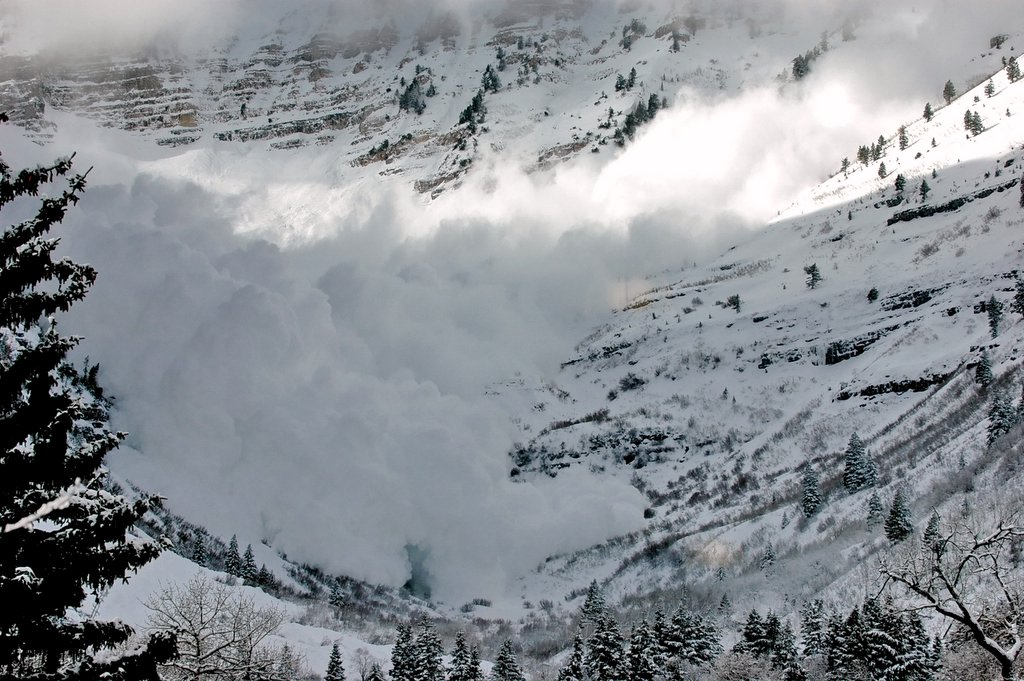
Lawina na Mount Timpanogos

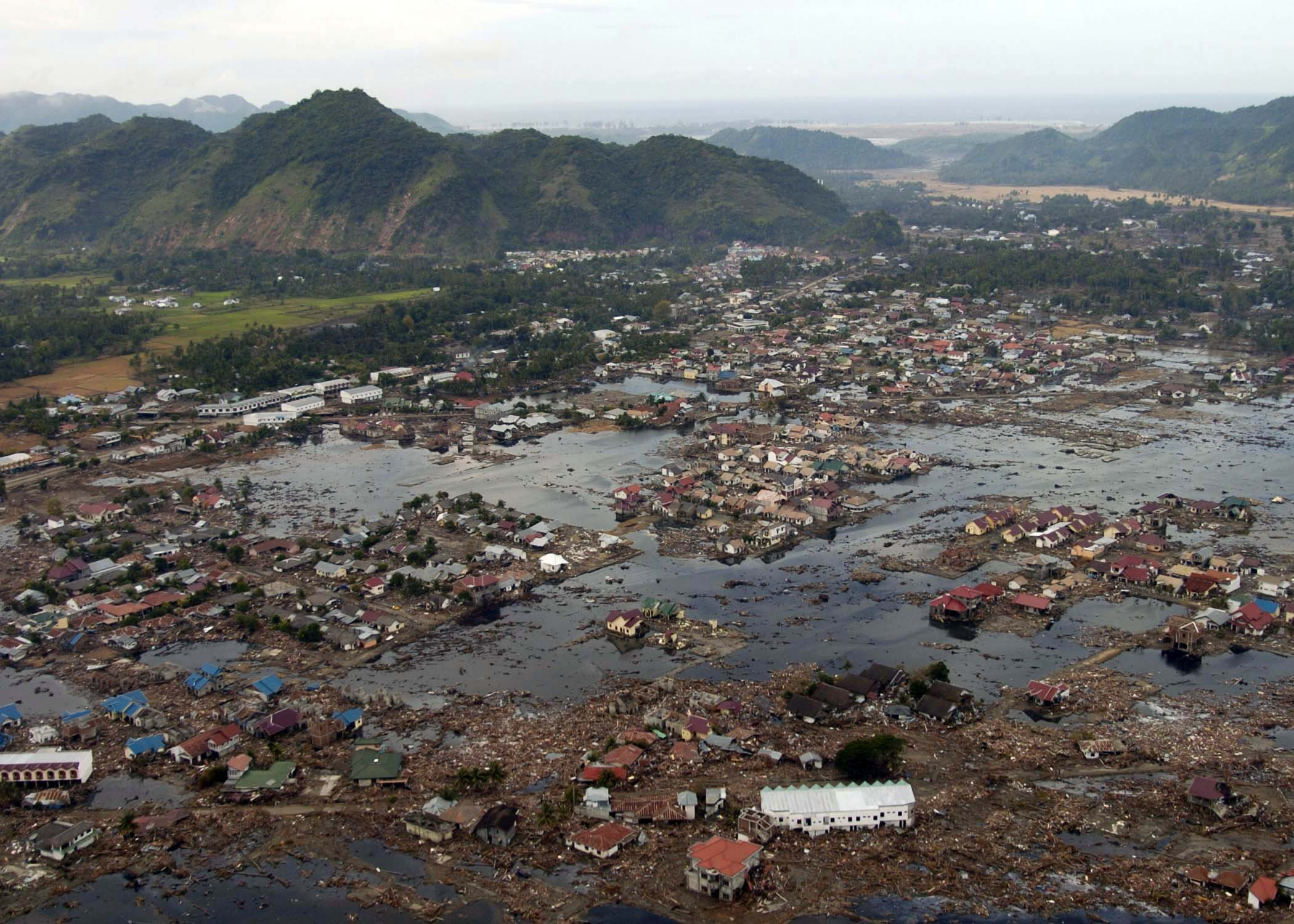
Sumatrzańska wioska zniszczona przez tsunami wywołane trzęsieniem ziemi na Oceanie Indyjskim w 2004 roku

Klęska żywiołowa (kataklizm) – ekstremalne zjawisko naturalne powodujące znaczne szkody na terenie objętym tym zjawiskiem, pozostawiające po sobie często zmieniony obraz powierzchni ziemi. Powoduje ono również wysokie straty w gospodarce człowieka, może zmienić stan przyrody, a nawet zagrażać życiu ludzkiemu.

## Klasyfikacja
Do klęsk żywiołowych zalicza się między innymi:
- powódź,
- susza,
- rozległy pożar terenu,
- trzęsienie ziemi,
- wybuch wulkanu,
- tsunami,
- huragan, tornado,
- obfite opady śniegu oraz lawiny śnieżne,
- ekstremalny upał lub mróz, szczególnie w dłuższym okresie,
- osuwiska ziemi,
- katastrofy kosmiczne – upadek meteorytu, eksplozja meteoru, wybuch bliskiej supernowej.

Jednak przynajmniej w stosunku do niektórych z wymienionych powyżej zjawisk, trzeba dodać „nietypowe dla danego obszaru”. Obecnie coraz więcej przypadków klęsk żywiołowych dla konkretnych obszarów jest traktowane nie jako zjawisko niepożądane, lecz wprost przeciwnie, jako niezbędny element stabilizujący dany ekosystem, szczególnie w skali dłuższych przedziałów czasowych. Tak więc pojęcie klęski żywiołowej w znacznie większym stopniu odnosi się do wpływu, jaki ona wywiera na człowieka niż na przyrodę.

## Pojęcie klęski żywiołowej w prawie polskim
Klęska żywiołowa w rozumieniu Ustawy o stanie klęski żywiołowej z 18 IV 2002 r. – cytat:

Art. 3. 1. Ilekroć w ustawie jest mowa o:
1) klęsce żywiołowej – rozumie się przez to katastrofę naturalną lub awarię techniczną, których skutki zagrażają życiu lub zdrowiu dużej liczby osób, mieniu w wielkich rozmiarach albo środowisku na znacznych obszarach, a pomoc i ochrona mogą być skutecznie podjęte tylko przy zastosowaniu nadzwyczajnych środków, we współdziałaniu różnych organów i instytucji oraz specjalistycznych służb i formacji działających pod jednolitym kierownictwem,
2) katastrofie naturalnej – rozumie się przez to zdarzenie związane z działaniem sił natury, w szczególności wyładowania atmosferyczne, wstrząsy sejsmiczne, silne wiatry, intensywne opady atmosferyczne, długotrwałe występowanie ekstremalnych temperatur, osuwiska ziemi, pożary, susze, powodzie, zjawiska lodowe na rzekach i morzu oraz jeziorach i zbiornikach wodnych, masowe występowanie szkodników, chorób roślin lub zwierząt albo chorób zakaźnych ludzi albo też działanie innego żywiołu,
3) awarii technicznej – rozumie się przez to gwałtowne, nieprzewidziane uszkodzenie lub zniszczenie obiektu budowlanego, urządzenia technicznego lub systemu urządzeń technicznych powodujące przerwę w ich używaniu lub utratę ich właściwości.
2. Katastrofą naturalną lub awarią techniczną może być również zdarzenie wywołane działaniem terrorystycznym.